# ゼンヴォ・オートモーティブ
ゼンヴォ・オートモーティブ（Zenvo Automotive）は、デンマークの自動車会社。

## 沿革
2004年設立。歴史は浅いものの、ブランドを確立しつつある。主要な車種はST1やTS1で、少数を生産する。

## ラインナップ
ゼンヴォ・ST1
2016年に発表されたハイパーカー
ゼンヴォ・TS1
2017年から製造されるハイパーカー。ツイン・スーパーチャージャーを搭載した5.9LV8エンジンは1100馬力で、最高速度は約385km/h。生産台数は15台のみ。
ゼンヴォ・TSR
2017年から製造されるハイパーカー。
ゼンヴォ・TSR-S
2018年に発表されたハイパーカー。ステアリングを切るとリアウイングが左右に傾くアクティブ・ウィングを搭載している。
ゼンヴォ・TSR-GT
2022年発表。1360hpスーパーチャージャー搭載で、最高速度は424km/hに達する。
ゼンヴォ・オーロラ
2023年発表。「アジル」と「トゥール」の2つのモデルがある。

## ギャラリー

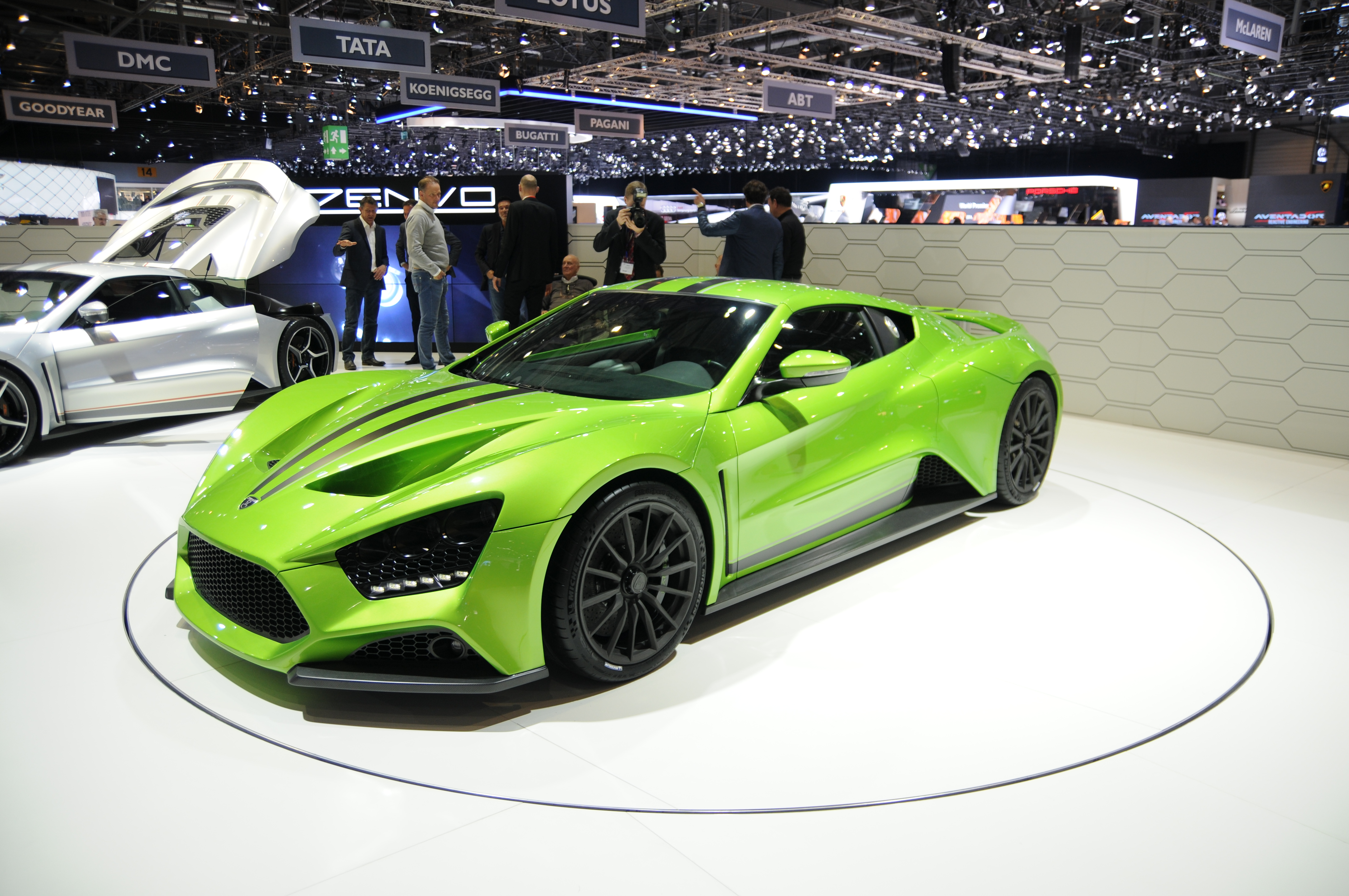
2015年のジュネーヴモーターショーで展示されたゼンヴォ・ST1
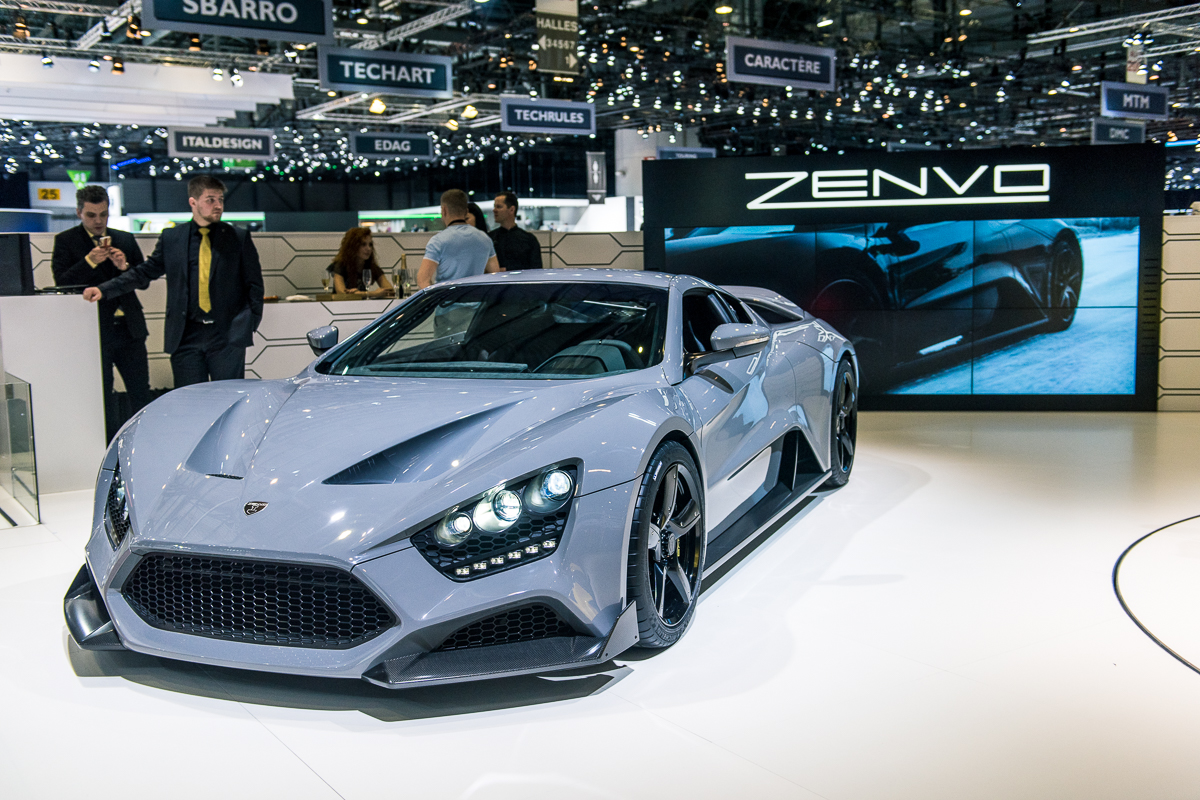
ゼンヴォ・TS1
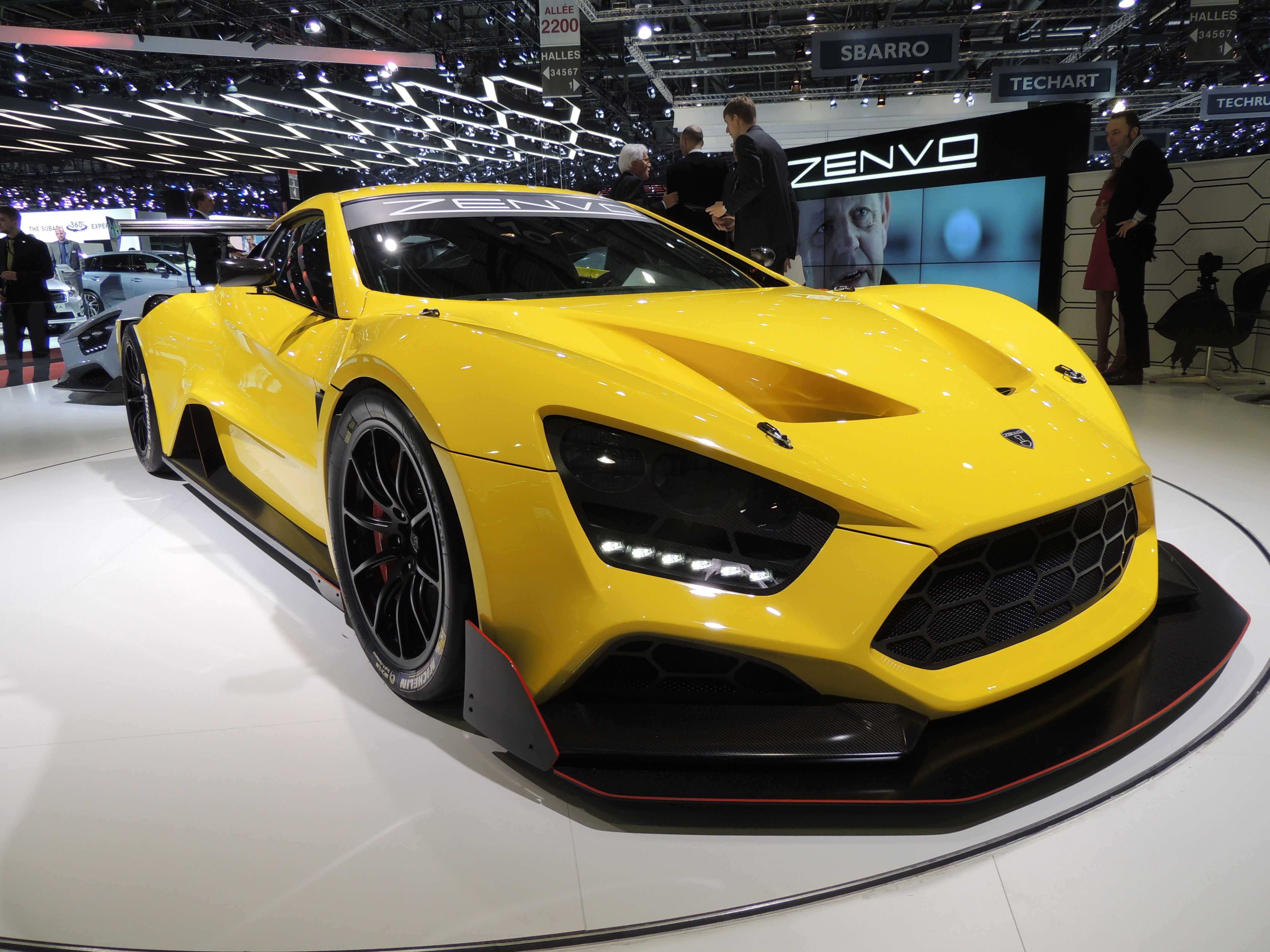
2016年のジュネーヴモーターショーで展示されたゼンヴォ・TSR
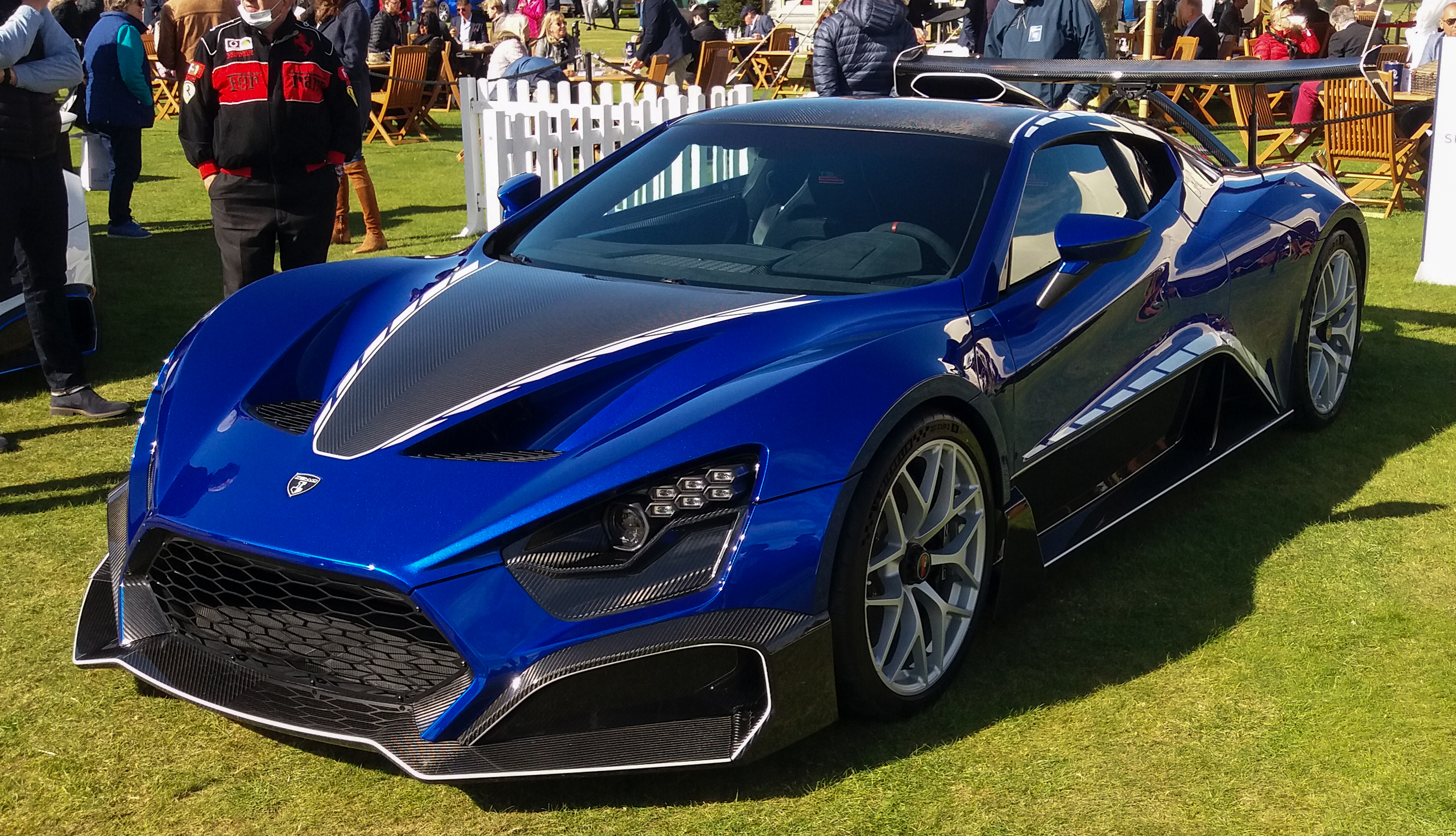
TSR-S
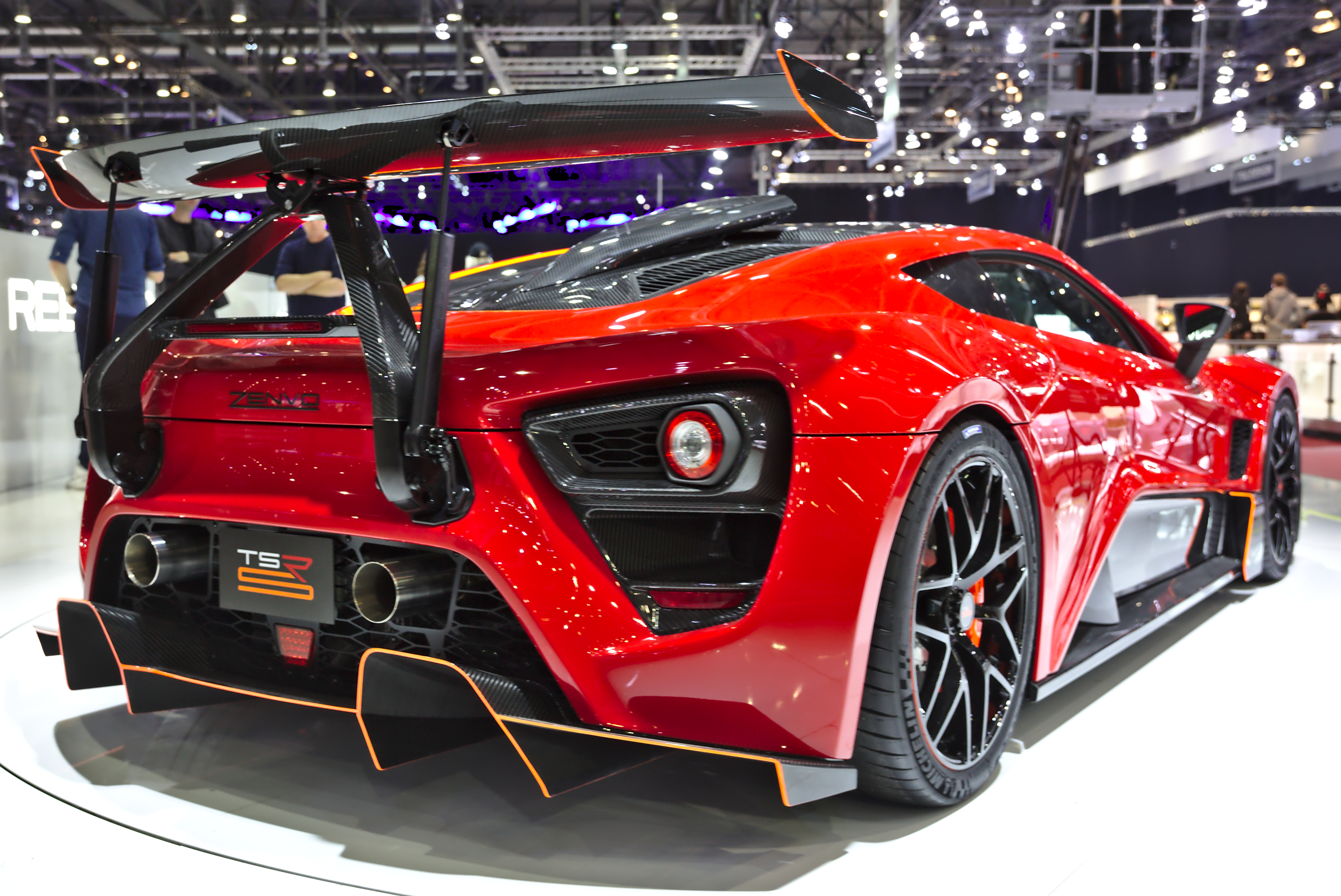
TSR-S リア
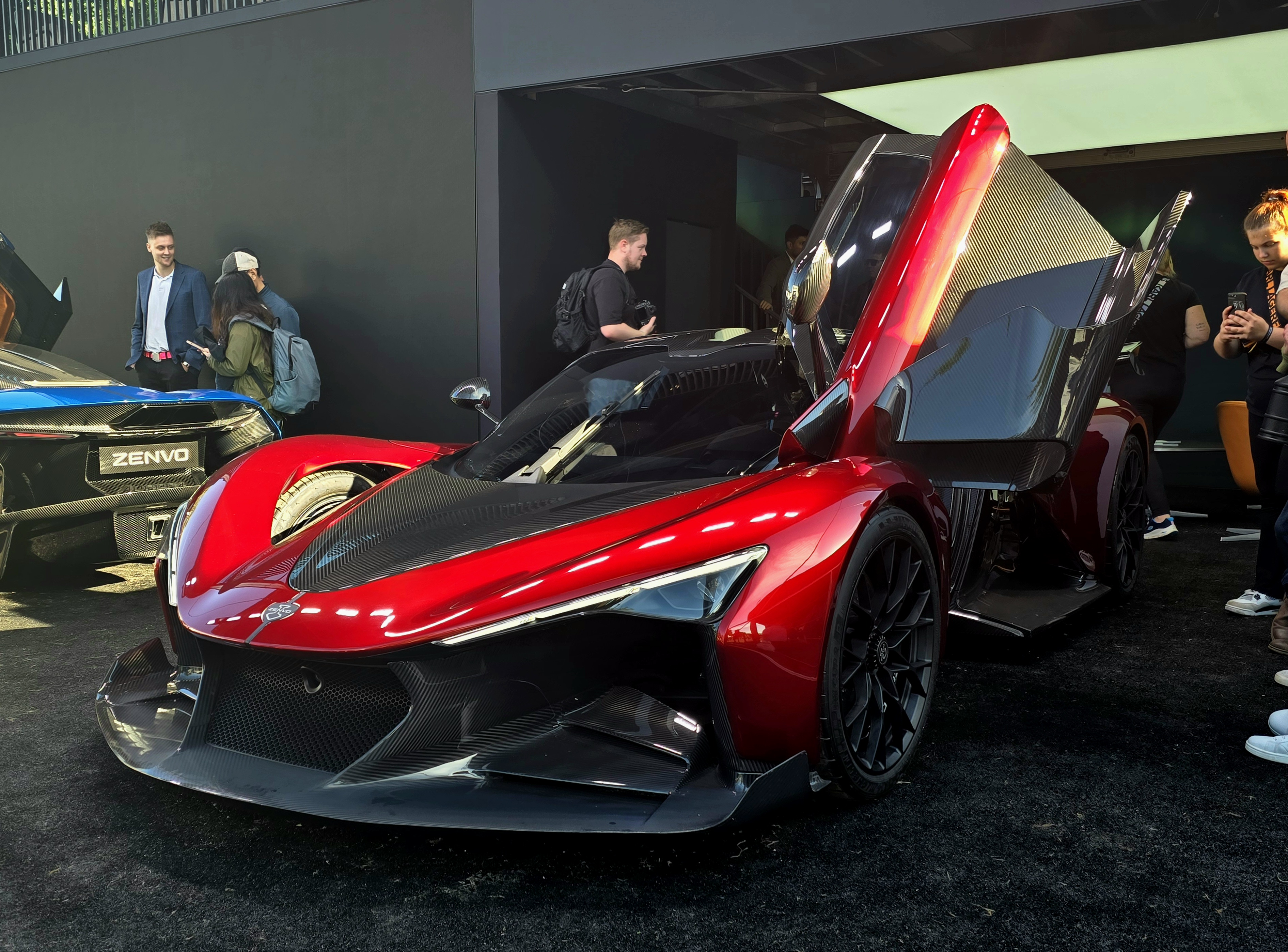
オーロラ アジル
オーロラ トゥール